# Orasema lasallei
Orasema lasallei (лат.) — вид паразитических наездников рода Orasema из семейства Eucharitidae. Паразитоиды личинок и куколок муравьев. Назван в честь австралийского энтомолога John La Salle (1951—2018; Australian National Insect Collection, Канберра, Австралия) за его крупный вклад в изучение наездников Chalcidoidea и создание Atlas of Living Australia.

## Распространение
Встречаются в Неотропике: Гондурас, Коста-Рика, Мексика, Никарагуа.

## Описание
Мелкие хальцидоидные наездники, длина 3—5 мм. От близких видов отличается следующими признаками: жгутик усика с 8 члениками, базальное поле и зеркальце переднего крыла голое, базальная треть заднего крыла с редкими микрощетинками, лицо в целом гладкое, но с вертикально ребристым лбом, верхней губой с 6-11 краевыми пальцами слегка закругленный, выступающий снизу и с отчетливым антеклипеусом. Голова и мезосома от голубовато-зелёного до тёмно-фиолетового, скапус и ноги жёлтые, а брюшко желтовато-коричневое с тёмно-коричневыми пятнами на дорсальной стороне. Паразитоиды личинок и куколок муравьев Myrmicinae: Pheidole vorax (род Pheidole)
Вид был впервые описан в 2020 году американскими гименоптерологами Джоном Хэрати и Остином Бейкером (Department of Entomology, University of California, Riverside, США).